# Het harakiri-mysterie
Het harakiri-mysterie is een hoorspel van Herbert Asmodi. Die Harakiri-Serie werd op 19 februari 1962 door de Bayerischer Rundfunk uitgezonden. C. Denoyer vertaalde het en de VARA zond het uit op woensdag 11 december 1963. De regisseur was Jan C. Hubert. De uitzending duurde 67 minuten.

## Rolbezetting
- Louis de Bree (de oude detective Body)
- Herman van Eelen (Peter, zijn slimme zoon)
- Els Buitendijk (de lieve Mabel)
- Wiesje Bouwmeester (de hertogin van West Itch, haar vreemde moeder)
- Paul Deen (de sinistere Sir Bogumil Octopus)
- Wam Heskes (de ongelukkige fakir Govinda)
- Rien van Noppen (gewoon Lord Kettle)
- Frans Somers (de onvermijdelijke inspecteur van Scottland Yard)
- Jan Verkoren (George, de keurige butler)
- Tonny Foletta (Soames, de vechtlustige butler)
- Jo Vischer sr. (de vriendelijke cipier)

## Inhoud
Een reeks raadselachtige zelfmoorden in de hoogste adellijke kringen van Engeland (allemaal lieden die hun tijd vooral spenderen aan antiquiteiten), houdt krantenlezers en detectives bezig. Maar afgezien van het feit dat de mysterieuze voorvallen voorzien worden van de grappig bedoelde titel “harakiri-moorden”, blijft alles in koddige duisternis gehuld. Peter Body, een charmante niksnut, slaagt erin uiteindelijk in de opgeschrikte goegemeente weer rust en vrede te bezorgen. Hoewel de jongeman zelf een uitmuntend kenner van antiquiteiten is, verwondert het niet, dat hij als happy end meer om de mooie dochter van een rijke hertogin geeft dan om alle bestofte voorwerpen van waarde…